# Caroline van Dommelen
Carolina Christina Charlotta van Dommelen (Rotterdam, 9 november 1874 – Amsterdam, 4 maart 1957), ook wel bekend als Caro Heye, was een Nederlandse actrice, journaliste, schrijfster, regisseuse, boerin, feministe, politica en redactrice.

## Levensloop
Van Dommelen werd geboren als dochter van toneelspeler Carolus Christiaan van Dommelen en zijn eerste vrouw Jacoba Cornelia Lus. Van haar broers en zussen zijn drie anderen ook bekende acteurs geworden: haar volle broer  Frits van Dommelen (1867-1932) en haar halfbroers Jan van Dommelen (1878-1942) en Louis van Dommelen (1885-1970). Hoewel ze niet opgroeide in een welvarend gezin, had ze wel de kans een studie te volgen aan de toneelschool. Ze was hier van 1889 tot en met 1893 ingeschreven. Hierna sloot ze zich aan bij het Nederlandsch Tooneel, waar ze tot en met 1902 werkzaam was als actrice. Ze maakte haar debuut met de rol van een travestiet in Matthias Sandorf, het verhaal van Jules Verne.
Van Dommelen was van 1904 tot 1908 getrouwd met de journalist Henri Heije uit Amsterdam en maakte via haar echtgenoot kennis met de rijkere kringen. Haar vermogen werd alsmaar groter, waardoor ze in staat was de zorg op zich te nemen van zowel de zoon van haar zus Johanna als die van Frits. In 1902 stapte ze uit het gezelschap van het Nederlandsch Toneel om te werken als journaliste. Ze reisde de hele wereld rond om verslag te doen als correspondente. Intussen schreef ze ook causerieën in het Frans. Ze keerde voor een korte periode terug naar het theater in 1906, om vervolgens al snel te verhuizen naar Maartensdijk. Dit was mogelijk een poging te ontvluchten aan het schandaal van haar zus Johanna, die in 1905 trouwde met een Canadese Indiaan. Caroline was haar enige zus die haar steunde in haar huwelijk. Ze was het enige familielid dat aanwezig was bij het huwelijk in Londen en bezocht het echtpaar zelfs in Canada in 1909.
Om rond te komen, werd Van Dommelen boerin. Ze hield zich bezig met bijenhouden, varkens mesten en koeien melken. Ze bracht haar tijd het liefst door met paardrijden. Van Dommelen keerde echter al snel terug naar het acteervak. In 1907 sloot ze zich aan bij het Amsterdamsch Tooneelgezelschap. Hier behaalde ze de status van een geliefde actrice met haar vertolking van de titelrol in het toneelstuk Silvia Silombra. Door de jaren heen was ze verbonden aan verschillende toneelgezelschappen, waaronder het Residentietoneel, Rotterdamsch Toneel, Gezelschap Louis de Vries en Bouwmeestertoneel. In 1911 maakte ze kennis met de film. Samen met haar broers Jan en Louis begon ze vanaf augustus dat jaar in films te spelen voor Filmfabriek F.A. Nöggerath. Ze maakte haar debuut met de vrouwelijke hoofdrol in Ontrouw (1911). Bij haar tweede film, De bannelingen (1911), kreeg ze ook een gedeelde regietaak. Hiermee vestigde ze haar naam als Nederlands eerste vrouwelijke cineast.
Ze werkte mee in de subcommissie 'Letterkunde en Tooneel' van de tentoonstelling 'De Vrouw 1813-1913', gewijd aan de prestaties van vrouwen in de 100 jaar na de bevrijding van de Fransen, samen met Carry van Bruggen presidente, Cornelia Serrurier secretaresse, Annie Salomons penningmeesteresse, Marie Elise Loke en Annie Oppenheim. Haar taak was het samenstellen van de portrettengalerij van toneelactrices.
Naast de titel van Nederlands eerste vrouwelijke cineast, was Van Dommelen een van Nederlands eerste filmactrices. Ze speelde zowel hoofdrollen als bijrollen, totdat ze zich vanaf 1918 bezig begon te houden met politiek. Ze zette een punt achter haar carrière in zowel film als toneel om politica te worden. Ze meldde zich in nog hetzelfde jaar als kandidaat voor de Neutrale Partij. Ze werd gekozen als partijlid en was niet veel later ook kandidaat voor de Tweede-Kamerverkiezingen.
Van Dommelen hertrouwde in 1922 met de 25 jaar jongere Belg Alfred Joannes Josephus van Lancker. Zij werkte ten slotte als schrijfster van zowel romans en toneelstukken als verschillende versjes. Ze leverde het script van de toneelstukken Alles voor God en Vaderland en Mannen van de daad en schreef de romans Vóór alles moeder en Op eenzame hoogten. In haar latere leven stond ze vooral bekend door haar vriendschap met Fien de la Mar. Van Dommelen stierf in 1957 op 82-jarige leeftijd en werd begraven op Zorgvlied.

## Boeken
- 1917 Huwelijksschool. Amsterdam, Scheltens & Giltay. 186 p.
- 1923 Op eenzame hoogten Utrecht, A.W. Bruna & Zoon's Uitgevers Mij. 283 p.
- 1934 Vóór alles moeder, roman Amsterdam, Andries Blitz. 231 p.

### Toneeltekst
- 1925  Haar laatste rol. Een bedrijf in twee gedeelten Amsterdam, Stapelveld. 24 p. (De nieuwe tooneelbibliotheek., no. 6.)
- 1926 Monologen door Kees van Bruggen, Caroline van Lancker-van Dommelen, Herman Roelvink en Charivarius, Haarlem, Tjeenk Willink. 37 p. [Dilettanten-Tooneel. no. 32.]

### Prentenboeken
- 1929 Teddy, Boelie en Kardoes door Caroline van Dommelen Alkmaar, Gebr. Kluitman. 49 p.[14]
- 1929 Het Käthe Kruse sportboek (versjes van Caroline van Dommelen Illustrator Käthe Kruse). Alkmaar, Gebr. Kluitman
- 1929 Naar Babbertjesland (versjes van Caroline van Dommelen) met platen van Freddie Langeler). Alkmaar, Gebr. Kluitman, 20 p.
- [192X] Naar kleutertjesland (versjes van Caroline van Dommelen met platen van Freddie Langeler) Antwerpen, Aug. Bossaerts, 20 p.

## Trivia
- Ze schreef ook onder het pseudoniem 'Amy van Dieren' volgens A. de Kempenaer in de 'Vermomde Nederlandsche en Vlaamsche schrijvers' van 1928.
- In het Tooneel-Artisten-album' 1928 met foto's van acteurs komt ze voor in deel 1. Foto's van Jacob Merkelbach & H. Bersenbrugge.